# مدفع الإفطار

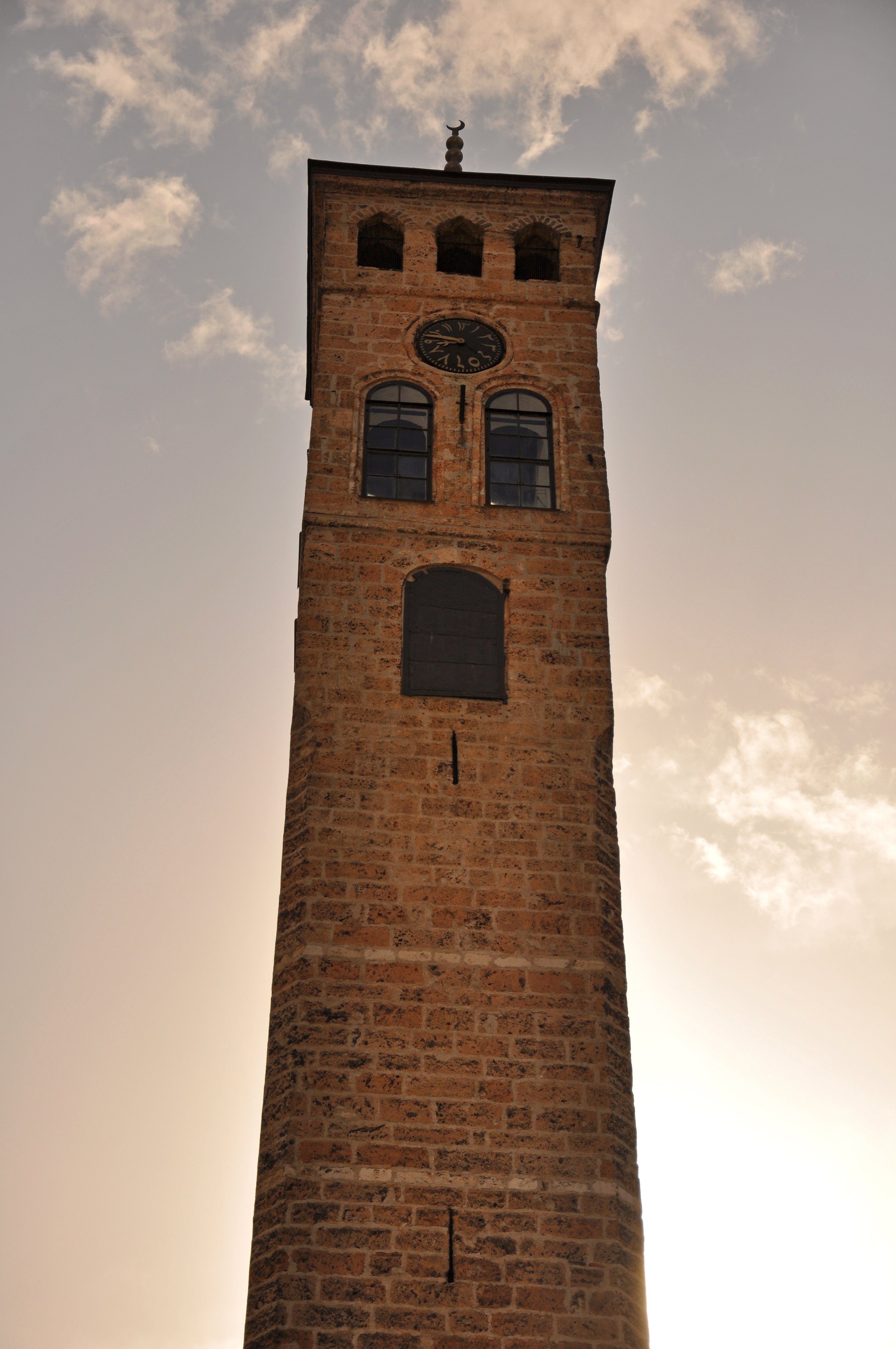
برج الساعة في ساراييفو بالبوسنة والهرسك يُطلق منه مدفع الإفطار عند دخول موعد المغرب ليُعلن انتهاء الصيام.

مدفع الإفطار هو مدفع يستخدم للإعلان عن موعد الإفطار وإخبار العامة عن هذا الموعد. وهو تقليد متبع في العديد من الدول الإسلامية بحيث يقوم جيش البلد بإطلاق قذيفة مدفعية صوتية لحظة مغيب الشمس معلنًا وقت نهاية فترة الصوم في نهار ذلك اليوم من شهر رمضان.

## لمحة تاريخية
يشير التاريخ إلى أن المسلمين – في شهر رمضان - كانوا أيام الرسول يأكلون ويشربون من الغروب حتى وقت النوم، وعندما بدأ استخدام الأذان اشتهر بلال وابن أم مكتوم بأدائه. وقد حاول المسلمون على مدى التاريخ – ومع زيادة الرقعة المكانية وانتشار الإسلام – أن يبتكروا الوسائل المختلفة إلى جانب الآذان للإشارة إلى موعد الإفطار، إلى أن ظهر مدفع الإفطار إلى الوجود.
كانت القاهرة عاصمة مصر أول مدينة ينطلق فيها مدفع رمضان. فعند غروب أول يوم من رمضان عام 865 هـ أراد السلطان المملوكي خشقدم أن يجرب مدفعًا جديدًا وصل إليه. وقد صادف إطلاق المدفع وقت المغرب بالضبط، ظن الناس أن السلطان تعمد إطلاق المدفع لتنبيه الصائمين إلى أن موعد الإفطار قد حان، فخرجت جموع الأهالي إلى مقر الحكم تشكر السلطان على هذه البدعة الحسنة التي استحدثها، وعندما رأى السلطان سرورهم قرر المضي في إطلاق المدفع كل يوم إيذانًا بالإفطار ثم أضاف بعد ذلك مدفعي السحور والإمساك. وهناك رواية تفيد بأن ظهور المدفع جاء عن طريق الصدفة، فلم تكن هناك نية مبيتة لاستخدامه لهذا الغرض على الإطلاق، حيث كان بعض الجنود في عهد الخديوي إسماعيل يقومون بتنظيف أحد المدافع، فانطلقت منه قذيفة دوت في سماء القاهرة، وتصادف أن كان ذلك وقت أذان المغرب في أحد أيام رمضان، فظن الناس أن الحكومة اتبعت تقليدًا جديدًا للإعلان عن موعد الإفطار، وصاروا يتحدثون بذلك، وقد علمت الحاجة فاطمة ابنة الخديوي إسماعيل بما حدث، فأعجبتها الفكرة، وأصدرت فرمانًا يفيد باستخدام هذا المدفع عند الإفطار والإمساك وفي الأعياد الرسمية.

### من مصر إلى العالم الإسلامي
بدأت الفكرة تنتشر في أقطار الشام أولا، القدس ودمشق ومدن الشام الأخرى ثم إلى بغداد في أواخر القرن التاسع عشر، ثم انتقل إلى كافة أقطار الخليج قبل بزوغ عصر النفط وكذلك اليمن والسودان وحتى دول غرب أفريقيا مثل تشاد والنيجر ومالي ودول شرق آسيا حيث بدأ مدفع الإفطار عمله في إندونسيا سنة 1944.